# TAJIRI
TAJIRI（タジリ、1970年9月29日 - ）は、日本の男性プロレスラー。本名：田尻 義博（たじり よしひろ）。妻は元女子プロレスラーの新谷朋江。熊本県玉名市出身。九州プロレス所属。血液型A型。
アメリカのプロレス団体「WWE」での活躍により、地域によっては日本人メジャーリーガーのイチローや松井秀喜以上の知名度とも言われていたため、日本でも「プロレス版メジャーリーガー」と呼ばれている。
日本では熊本県玉名市出身としているが、日本国外では知名度の高い東京都や、育ちの地である神奈川県横浜市を出身地としている。

## 経歴

### デビューからWWEに参戦まで
大学卒業後金融会社のサラリーマンとして働いていたが、プロレスラーへの夢を断ちがたくアニマル浜口ジムでトレーニングを積みI.W.A JAPANのテストに合格、同団体にて1994年9月19日に岡野隆史戦でデビューを果たした。当初は不甲斐ない戦いを専門誌からも厳しく批判されるなど苦労を味わったが、青いショートタイツに日の丸ルックで徐々に頭角を現した。
I.W.A.JAPANを退団後、メキシコに渡り、CMLLでルチャリブレの修行を積んだ。帰国後、大日本プロレスに覆面レスラー「アクエリアス」として参戦して、その後、素顔に戻して入団。1997年1月4日には大日本プロレスと新日本プロレスとの対抗戦のため、大日本軍のメンバーとして新日東京ドーム大会で大谷晋二郎と対戦。敗れるも、大舞台のプレッシャーを感じさせない試合を見せた。同年、新日本主催「BEST OF THE SUPER Jr.」に参戦し、大谷との再戦で勝利を収めた。
その後、現役への道を模索するために大日本プロレスを退団。再びメキシコに渡り、CMLLに参戦。1998年の終わりにポール・ヘイマンにスカウトされ、課されたトライアウトをクリアしECWへと移る。スペル・クレイジーとの抗争を通じて一気に人気が高まり、ECWの主要レスラーの1人となった。ECW後期には、TAJIRIがベストタッグ・パートナーと回想するマイキー・ウィップレックとタッグを組み、シニスター・ミニスターをマネージャーに付けたチーム、アンホリー・アライアンスを結成。末期のECWにおいて異常な人気を誇った。主にFBIと名勝負を繰り広げ、ECWタッグ王座も獲得している。また、スティーブ・コリノやライノらと共に、サイラス・ザ・ヴァイラス率いるザ・ネットワークの一員としても活動した。
2001年にはコンバット・ゾーン・レスリングのマットに参戦し、2月にはデラウェア州のドーバーを舞台にニック・バークを破り
CZW世界ヘビー級王座を獲得。この王座は同日にジョン・ザンディグの手に渡った。

### WWE
2001年に崩壊したECWに最後まで在籍した後にWWEへ入団。入団当初はギミック上WWFコミッショナーであったウィリアム・リーガルのお茶汲み役であった。英語でのスキットであるにもかかわらず、必ず日本語で答えるという英語圏から見れば滑稽に見えるギミックは退団まで一貫された。初めてのTVショーでの試合で、ECWのトップ級レスラーだったことから観客の認知度が非常に高く、試合中ECWコールが起こるほどであった。
2002年にWWFの番組が2つに分割された際にはSmackDown!に所属。分割後トリー・ウィルソンとの恋愛ストーリーでベビーフェイスとして活動し、番組への登場も飛躍的に増えた。トリーとのストーリーはビリー・キッドマンとの抗争終了と共に終わった。
2003年にチャボ・ゲレロ・ジュニアが怪我でWWE離脱していた際にエディ・ゲレロとタッグを組んだ。このタッグの際、晩年のエディの定番入場となったローライダーによる入場が始まったが、これはストーリー上「車を盗んで会場に行こう」とTAJIRIがエディに提案したものとなっている。この時、エディの提案でお互いのヒゲの形を揃えたり、テーピングを真似たりしていた。エディが亡くなった今も、TAJIRIはこの時の約束事を守り続けている。
10月19日からTAJIRIがRAWに移籍するまでの間、アキオ、サコダと組んで「兄弟」というヒールチームを結成していた。活動は短く希薄で、あまりアキオとサコダはストーリーに絡まれず、３人でタッグを組んだのは一度のみであった。
2004年には、同じECW出身であるライノとタッグを組むことが多かった。短期間のトリプルHとの抗争や、エボリューション対オートン派（ジェリコ、メイヴェン、ベノワ等）のタッグ戦にも時折参加していた。
2005年に入り、ウィリアム・リーガルのタッグパートナーユージンが怪我で離脱。TAJIRIがタッグパートナーとなる。2月4日にさいたまスーパーアリーナで行われたRAWのTVショー「ROAD TO WRESTLEMANIA 21 JAPAN TOUR」で、ウィリアム・リーガルとのタッグで世界タッグ王座を奪取。リーガルとのタッグはTAJIRIがECWワン・ナイト・スタンドに出演するまで続いた。エディ・ゲレロの死がきっかけとなり、プロレス雑誌での連載でWWE退団を示唆していた。12月8日に、12月12日のRAW収録をもってWWEを退団することが発表され、12日に行われたヒートでのグレゴリー・ヘルムズ戦をもって退団。

### ハッスル
日本に帰国後、プロレス団体ハッスルに所属。
新日本プロレス
2009年7月、新日本プロレスの北海道月寒大会で当時IWGP王者だった棚橋弘至をグリーンミストで襲撃して抗争を起こす。
8月、G1 CLIMAXに出場。ジャイアント・バーナードと本間朋晃、棚橋に勝利しそれ以外はグリーンミストによる反則負けとなり予選リーグ敗退。この大会での本間戦では入場曲を利用して本間の背後から襲撃、グリーンミストからのバズソーキックで3秒殺に成功している。また、棚橋戦では持ち前の幻惑殺法で棚橋の額を流血させ、グリーンミストとバズソーキックで勝利。試合後に棚橋の「愛してまーす」をマイクで行い、直後にリングに上がって来た菅林直樹新日本プロレス社長をグリーンミストで襲うなど、やりたい放題でTAJIRI流を貫いた。
11月、棚橋とシングルマッチで激突。試合中、実況席で観戦していた菅林社長にグリーンミストを行おうとするも、棚橋に阻まれて菅林に張り手を食らう。その後、棚橋にグリーンミストを仕掛けるも失敗、ハイフライフローで敗れ抗争を終える。
2010年1月4日、東京ドーム大会でZERO1の田中将斗とタッグを組み、ブルーマウンテンズ（永田裕志・曙組）を相手にスペシャルタッグマッチで対決。邪道のアシストで永田と曙両名をグリーンミストで攻撃し、永田にバズソーキックを食らわせて勝利する（後日永田は試合前の公約通り、永田の出身地で自ら銅像になる罰ゲームを行った）。1月30日、BAD INTENTIONSとタッグを組み、永田・NO LIMITと対戦。永田とNO LIMITの仲間割れを利用して永田にグリーンミストを噴射して反則負けになるも永田との抗争をより激化させた。また、1月31日にタッグマッチで永田と対決するも逆に永田のブルーミストを食らった。

### SMASH
2010年2月2日、経営難に陥ったハッスルを退団しSMASHを旗揚げ。
その後、フィンランド最大のプロレス団体FCFの総帥スターバックからFCF王座を奪取したが、短期間で王座から転落。
同月14日に新日本プロレスで闘争を繰り広げている永田裕志とのシングルマッチが組まれ、試合開始直前と試合終盤にグリーンミストで永田を攻撃。しかし、永田の白目をむきながらのバックドロップと腕折りで堪らずギブアップ。バックステージで永田に敬服。
6月20日、新日本プロレスの大阪大会、ルーザー・ボールド・ルールで矢野通に勝利するも、飯塚高史の乱入で髪を切られそうになった棚橋弘至を一番弟子のKUSHIDAと共に救出。矢野の頭を丸坊主にさせ、バックステージで棚橋・KUSHIDAの3人でユニット「タナスマ」を結成する。2010年度J SPORTS CROWNに同ユニットで出場して準優勝にも輝いた。
7月11日、タッグマッチの入場中に髪を丸坊主にされた矢野の襲撃で右膝を破壊される。試合後右膝の外側靭帯及び後十字靱帯一部断裂、半月板損傷と診断され、その後組まれていた全ての試合を全面欠場することになった。しかし、7月19日の北海道大会で破壊された右足を引きずりながらも矢野と対戦。テキサスクローバーホールドで敗れるも試合後にグリーンミストで矢野を攻撃して痛み分けで終わる。
8月のG1 CLIMAXのスペシャルタッグマッチで遺恨のあった永田とタッグを組み、飯塚・高橋裕二郎組と対戦。序盤は永田からも見放されて未だ完治していない右ひざを終始攻撃されるも、次第に永田が手を差し伸べるようになる。試合はグリーンミスト噴射による反則負けになるも、永田のブルーミストとのコラボレーションと飯塚へのアイアンフィンガーフロムヘルによる地獄突きを行い、永田と固く握手をして和解する。前日には中西学とタッグを組み飯塚・内藤哲也組と対戦、試合後に椅子を持って飯塚の右足を破壊しようとするが失敗に終わった。
11月、右ひざ完治後は矢野とのシングルマッチが組まれ、矢野の番傘を使ってのグリーンミスト対策と赤霧で1度は敗れるも、後日行われたシングルマッチで番傘で矢野のグリーンミスト対策を逆手にとり、傘の中で至近距離によるグリーンミストを噴射。バズソーキックでフォールを奪い再び痛み分けに終わるも矢野との抗争を終える。その後、新日本へのリングに上がらずSMASH内での活動に身を投じる。
12月26日、I.W.A JAPAN時代の同僚であるさくらえみが率いるアイスリボン後楽園ホール大会に参戦。直前の3日には19時女子プロレスにゲスト出演した他、FIGHTING TV サムライ「Versus」でさくらと対談もしている。
2012年3月を以ってSMASH解散。代表の酒井との方向性の相違によるもの。

### WNC
4月に新団体「Wrestling New Classic」旗揚げを発表。
8月8日に西村修を破り、WNC王座を獲得。

### WRESTLE-1
2014年7月1日付けでAKIRA、児玉裕輔、土肥孝司、黒潮"イケメン"二郎、藤原ライオンとともにWRESTLE-1に移籍。海外からもいまだにオファーがあり、選手としての活動に専念したいと語った。またWNCは事実上の活動休止になる。
10月8日、デスペラードに加入。
2015年7月より、スポット参戦契約となる。鍼灸師の資格を取得して将来的には海外を視野に入れていることから。
2016年、八王子に期間限定で『TAJIRI 美養 鍼灸院』を開業。
6月30日、契約満了につきWRESTLE-1を退団し、古巣のWWE主催のWWEクルーザー級クラシックに出場。1回戦でダミアン・スレーターに勝利も2回戦でグラン・メタリックに敗退。

### WWE
2017年1月、WWEに復帰することを発表。しかし、4月23日、自身のツイッターで1月にヒザを痛めた後、試合への出場許可が下りなかったことを理由にWWEを退団することを発表。

### フリー
退団後は、日本に再び帰国して全日本プロレスに参戦。7月30日、佐藤光留の保持する世界ジュニアヘビー級王座に挑戦し勝利、初挑戦でベルトを奪取した。
8月27日、両国国技館でウルティモ・ドラゴンを相手に世界ジュニア初防衛戦。途中までウルティモを防戦に追い込むも、最終的にはアサイDDTで敗れ、初防衛に失敗。記録は15分53秒で片エビ固め。TAJIRIはウルティモへの思い入れ、経緯があるため、試合に毒霧を使うことはなく、正攻法での戦いを挑んだ。しかし10月21日横浜文化体育館におけるリターンマッチで、今度は一瞬の隙を突いた毒霧で形勢逆転しフォール勝ち。二度目の戴冠を果たした（その後3回防衛）。
2018年7月15日、後楽園ホール大会にて秋山準の持つGAORA TV チャンピオンシップに挑戦。防衛10回、一年以上に渡りベルトを保持する秋山に、毒霧からの首固めで勝利した（その後6回防衛）。また同年のJr. TAG BATTLE OF GLORYでは岩本煌史と組み参加、4チームが同点で並ぶ激戦を制し優勝した。
2019年の年末より、全日本プロレスの現社長福田剛紀の意向により、それまで新人・若手レスラーを指導していた秋山に代わって新人・若手の指導を任されている。

### 全日本プロレス
2021年1月2日付で全日本プロレスに入団。
2月23日、Enfants Terriblesの仲間割れとジェイク・リーの暴走に立ち会ったTAJIRIは、芦野祥太郎以外の残党およびジェイクと合流、新ユニット「TOTAL ECLIPSE」の結成に参加した。6月26日、大森北斗&児玉と組み全日本プロレスTV認定6人タッグ王座に挑戦し勝利。
2022年5月1日の九州プロレスアクロス福岡大会に突如として乱入し、代表の筑前りょう太を毒霧で襲撃した。
6月11日の九州プロレス飯塚大会で桜島なおきと対戦し勝利。試合後、筑前を挑発してリングに上げてシングルマッチを要求するとラリアットをされたが毒霧で返した。
8月11日の九州プロレス14周年記念大会で筑前りょう太と対戦するが無効試合となった。
2022年12月31日付で全日本プロレスを退団。

### 九州プロレス
2023年1月3日、九州プロレス新宿大会のメインにて野崎広大から九州プロレス選手権王座を奪取。奪取後九州プロレスへの入団を発表。入団の理由は「筑前りょう太理事長の理念に共鳴したから」としており、入団を機に福岡県に移住した。将来は佐賀県唐津市への移住も計画しているという。
2024年5月4日、プロレスリングノアのWRESTLE UNIVERSE PPV LIVE WRESTLE MAGIC 2024にサプライズ参戦し、かつての教え子、ジェイク・リーとタッグを組み、丸藤正道、大原はじめ組と対決しバズソーキックで勝利。

## 得意技

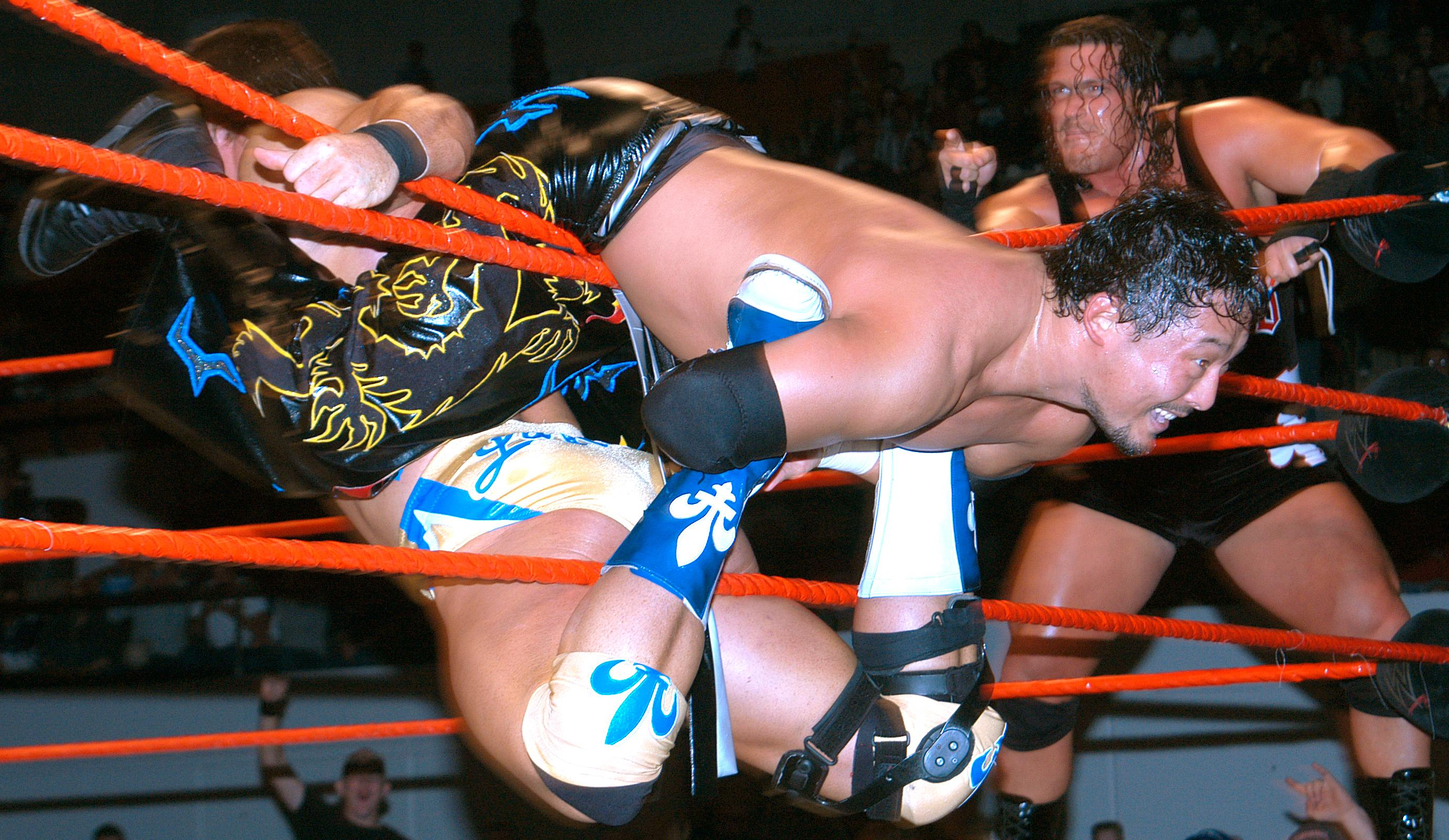
タランチュラを仕掛けるTAJIRI。

バズソーキック
TAJIRIのフィニッシャー。仰向けになった相手の上半身を起こして相手の左側頭部を振り抜いた右足の甲で蹴り飛ばす。その威力からWWEで実況を務めているジム・ロスからジャパニーズ・バズソー（日本製丸ノコ）のニックネームを頂戴している（ECW時代から親しまれている渾名で実際に、この名前を付けたのはECWの実況者であるジョーイ・スタイルズ）。
タランチュラ
TAJIRIの代名詞的な技でロープ越しに絡みつく逆エビ固め（上記写真で使われている技）。ただし、ロープを使っての攻撃は反則になるためレフェリーのカウント5（※カウント4と同時に解除）までしか使えない。
ミスト
口から噴出す毒霧。反則技のためレフェリーの目を掻い潜り使用しなければならない。三種類の色が存在するが最もメジャーなのがグリーンミスト（緑色）。レッドミスト（赤色）も使用することもあり2003年9月のスマックダウンでは、これを使用してレイ・ミステリオからクルーザー級王座を奪取。また、一度だけニディアを失明させるためにブラック・ミスト（黒色）を使用したこともある。（後にニディアの失明はウソであったことが判明する）アメリカ時代の名残で帰国後もメディアでは「グリーンミスト」と呼称される。
ハンドスプリングエルボー
素早くロープへと逆立ちするように倒立して、その反動を利用して相手にバックエルボーを叩き込むオリジナル技。数多くのレスラーに影響を与えている革新技。
ダイヤル固め
「ウニベルサル」とも呼ばれる変形ローリングクレイドル。
ベースボールスライディングキック
コーナーで逆さ吊り状態の相手の頭部へのスライディングキック。前後頭部共に使用しECW時代から使用していた。
ドラゴンスープレックス
垂直落下式ブレーンバスター
ECW時代にバズソーキックと並行して使用していた必殺技で頭部から垂直に落とすブレーンバスター。WWEでは頭部から落とす技は規制対象であるため使用していない。
ジャンピングパワーボム
WWE時代、ハリケーン・ラナのカウンターとして時折使用。
みちのくドライバーII
2003年頃に大一番で使用していた隠し技。
各種キック
ローキック、ミドルキック、ハイキック
極真空手で習得した若手時代から使用しており、キレのある鋭く強烈な蹴りからTAJIRIのニックネームでもあるジャパニーズ・バズゾーが生まれている。
場外への飛び技（ムーンサルトプレス、トペ・コンヒーロ）
主にECW時代に使用。

## タイトル歴
大日本プロレス
- BJW認定タッグ王座 : 2回（第2代、第4代）（w / 山川竜司）
- BJW認定ジュニアヘビー級王座（第1期：初代、第2期：第3代） : 2回

全日本プロレス
- 世界ジュニアヘビー級王座 : 2回（第44代、第46代）
- GAORA TV王座 : 1回（第16代）
- アジアタッグ王座 : 1回（第115代）（w / ヨシタツ）
- Jr. TAG BATTLE OF GLORY優勝（2018年）（w / 岩本煌史）
- 全日本プロレスTV認定6人タッグ王座 : 1回（第2代）（w / 大森北斗、児玉裕輔）

WNC
- WNC王座 : 1回（第3代）

WRESTLE-1
- UWA世界6人タッグ王座 : 1回（第50代）（w / カズ・ハヤシ、田中稔）

九州プロレス
- 九州プロレス王座 : 1回（第12代）

WWE
- 世界タッグ王座 : 1回（w / ウィリアム・リーガル）
- WWEタッグ王座 : 1回（w / エディ・ゲレロ）
- WWEクルーザー級王座 : 3回
- WWFライトヘビー級王座 : 1回
- WCW US王座 : 1回

CMLL
- CMLL世界ライトヘビー級王座 : 1回

CZW
- CZW世界ヘビー級王座 : 1回（第9代）

ECW
- ECW世界タッグ王座 : 1回（第49代）（w / マイキー・ウィップレック）
- ECW世界TV王座 : 1回（第28代）

IWA
- IWAハードコア王座 : 1回

EWP
- EWPインターコンチネンタル王座 : 1回

EWA
- EWAインターコンチネンタル王座 : 1回

FCF
- FCF王座 : 2回

PWM
- PWMヘビー級王座 : 1回

MLW
- MLW世界ミドル級王座 : 1回（第4代）

PWS
- PWS王座 : 1回[15]

プロレス大賞
- 2001年度プロレス大賞 特別賞

## 入場曲
- Smack My Bitch Up by The Prodigy（ECW）
- T.I.W. by Harry Slash & The Slashtones（ECW）
- Sinister Music by Bonor（ECW）
- Imperial City by Jesus Mercedes from Extreme Music Library（WWE）
- Green Mist by Jim Johnston（WWE）
- Just Got Wicked by Cold & Dale Oliver（TNA / WRESTLE-1）
- Blut Im Auge by Equilibrium（2017年 - ）

## その他
- WWEクルーザー級王者時代に、試合会場から帰宅する際にロッカーにしまってあったベルトがないことに気づき、盗まれたと考え意気消沈して帰宅。後日ビンスに「タジリ、ベルトはどうしたんだ」と尋ねられ、「なくしました」と告げると烈火のごとく怒られた。しかし、これはビンスのいたずらで「バカ野郎、気をつけろよ」と笑いながらなくしたはずのベルトを渡されたという。
- スペル・クレイジー、マイキー・ウィップレック、ウィリアム・リーガルの3人とは国境の垣根を越えた親友である。
- 2011年7月6日放送の『シルシルミシル』で山形県の高校生からグリーンミストの吐き方についての質問が紹介され、番組の協力で実際に投稿してきた高校生の自宅に向かい、5時間にわたりグリーンミストの吐き方を直接指導。
- 元日本テレビアナウンサーの羽鳥慎一は横浜市立境木中学校の同級生であり、2016年7月8日放送の『あいつ今何してる?』で羽鳥がゲスト出演した際にTAJIRIもVTR出演した。

## 著書
- 『TAJIRI ザ ジャパニーズバズソー』（2003年12月18日、マガジンハウス）ISBN　978-4838713844
- 『TAJIRIのプロレス放浪記』（2006年4月、ベースボールマガジン社）ISBN 978-4583038896
- 『プロレスラーは観客に何を見せているのか』（2019年12月19日、草思社）ISBN 978-4794224323
- 『プロレス深夜特急 プロレスラーは世界をめぐる旅芸人』（2021年7月1日、徳間書店）ISBN 9784198653101
- 『戦争とプロレス プロレス深夜特急「それぞれの闘いの場所で」・篇』（2022年9月29日、徳間書店）ISBN 9784198655075
- 『少年とリング屋』（2023年3月17日、イースト・プレス）ISBN 9784781621845
- 『プロレスの味わい　世界から地方に来て幸せになった男』（2025年3月12日、西日本新聞社）